# Volksbefragung in der Präfektur Okinawa 2019
Die Volksbefragung über die vom Staat geplante Landgewinnung zum Bau eines als Ersatz für den Militärflugplatz Futenma geplanten US-amerikanischen Luftwaffenstützpunktes im Ortsteil Henoko der Stadt Nago (普天間飛行場の代替施設として国が名護市辺野古に計画している米軍基地建設のための埋立てに対する賛否についての県民による投票 Futenma hikōjō no daitai shisetsu to shite kuni ga Nago-shi Henoko ni keikaku shite iru beigunkichi-kensetsu no tame no umetate ni taisuru sanpi ni tsuite no kenmin ni yoru tōhyō) fand am 24. Februar 2019 in der zur Japan gehörenden Präfektur Okinawa statt.
Die nicht bindende Volksbefragung wurde vom im September 2018 gewählten Gouverneur der Präfektur Okinawa Denny Tamaki initiiert und sollte die Stimmungslage in Okinawa bezüglich eines von der Zentralregierung geplanten Baus eines neuen US-amerikanischen Luftwaffenstützpunktes in der Präfektur veranschaulichen.

## Vorgeschichte

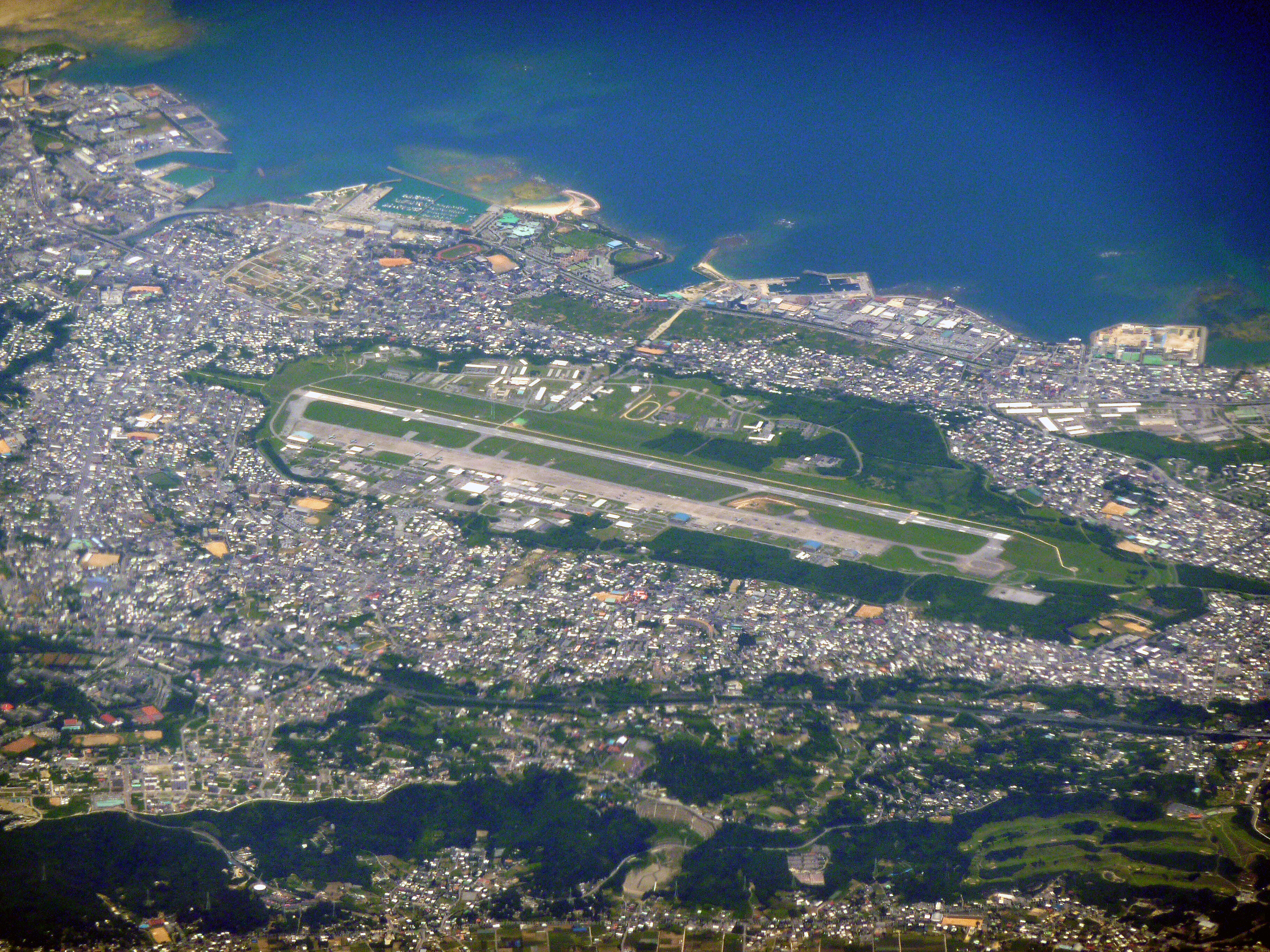
Die Marine Corps Air Station Futenma (2010)

Das Verhältnis zwischen den Bewohnern der Präfektur Okinawa und den Vereinigten Staaten, die das Gebiet bis 1972 besetzten, sowie der japanischen Zentralregierung ist aufgrund der zahlreichen United-States-Marine-Corps-Stützpunkte auf der Insel seit Jahrzehnten angespannt. Mit dem Friedensvertrag von San Francisco hatten die USA und Japan zwar 1951 das Ende der Besatzungszeit vereinbart, jedoch blieben die Ryūkyū-Inseln, darunter Okinawa, unter US-amerikanischer Kontrolle. Im Zusammenhang mit dem Friedensvertrag erhoben weite Teile der lokalen Bevölkerung den Vorwurf eines Handels, demzufolge den USA die Inseln überlassen wurden und im Gegenzug dafür Japan die Unabhängigkeit erhielt. Etwa 70 % der japanischen US-Stützpunkte befinden sich heute in der Präfektur Okinawa und 15 % der Fläche der Okinawa-Hauptinsel befinden sich im Besitz der US-Streitkräfte. Da sich viele Bewohner Okinawas durch diese Umstände, die Schlacht um Okinawa mit 122.000 getöteten Zivilisten, mehrere Vergewaltigungsfälle an Bewohnerinnen durch US-Soldaten und die lange Besatzungszeit gegenüber dem Rest Japans benachteiligt fühlen, stößt der von der Regierung geplante Bau eines neuen Militärflugplatzes an der Küste in Nago seit 1996 auf Widerstand. In diesem Jahr hatten sich die US-amerikanische und die japanische Regierung auf das Projekt geeinigt, um die sich unmittelbar im Wohngebiet befindliche Marine Corps Air Station Futenma in Ginowan, oft als „gefährlichster Stützpunkt der Welt“ bezeichnet, zu schließen.

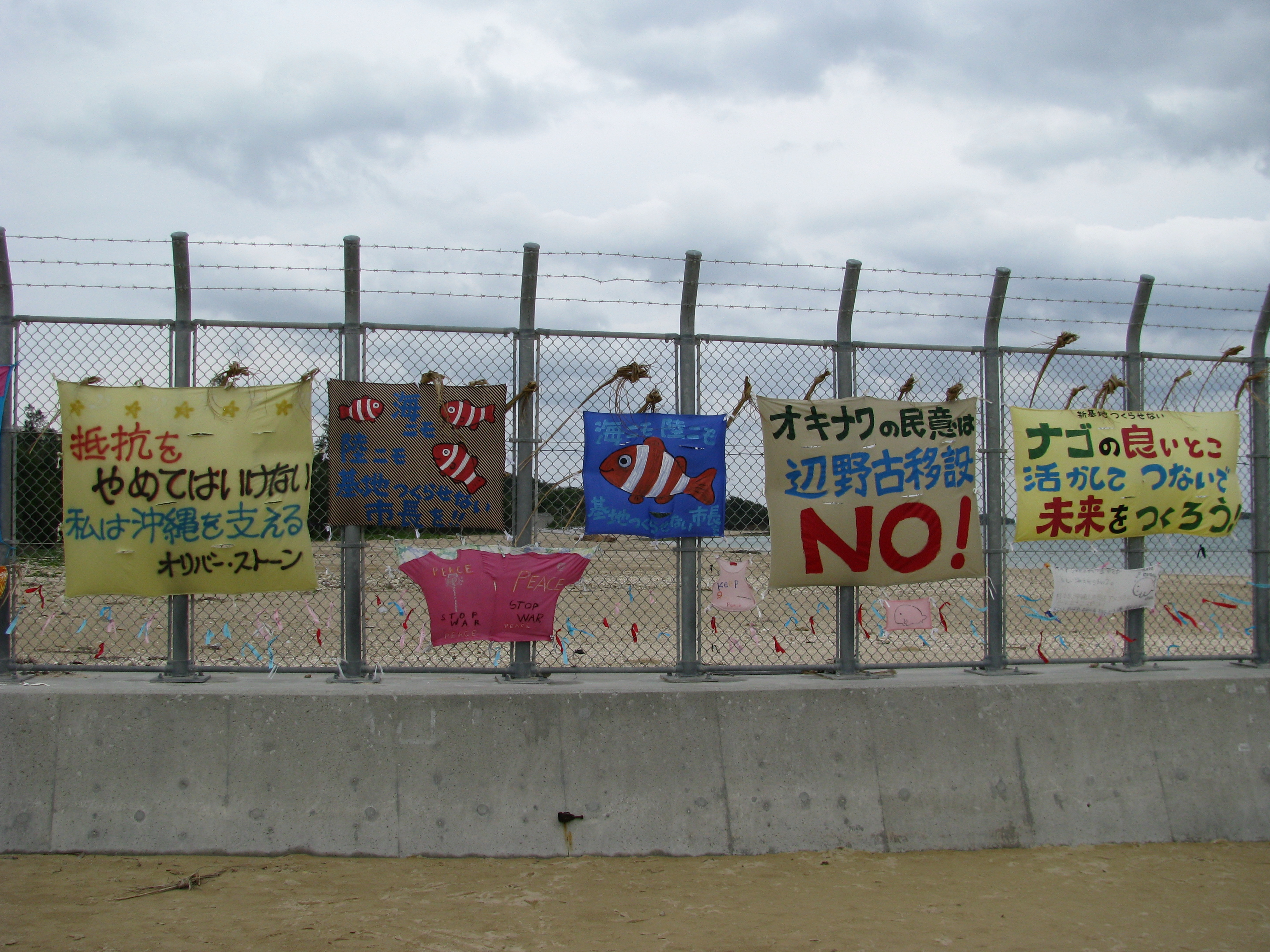
Plakate gegen den Bau des Stützpunktes an einem Grenzzaun zu US-Gebiet in Henoko (2013)

Eine Volksbefragung hatte 1996 bereits ergeben, dass die Mehrheit der Wähler einen Abzug der US-Stützpunkte aus Okinawa befürwortet. Zudem zeigte eine Befragung in Nago 1997, dass die Mehrheit gegen den Bau des neuen Flugplatzes ist. Seitdem hatte die Präfektur Okinawa den neuen Stützpunkt abgelehnt, bis der LDP-nahe damalige Gouverneur Hirokazu Nakaima den Bau im Dezember 2013 genehmigte und daraufhin die Aufschüttungsarbeiten begannen. Bei der Gouverneurswahl in Okinawa 2014 unterlag Nakaima dem von den nationalen Oppositionsparteien unterstützte Stützpunktgegner Takeshi Onaga, der einen sofortigen Abbruch der Bauarbeiten und eine Verlegung des Flugplatzes Futenma in eine andere Präfektur forderte. Die Bauarbeiten konnte er zwar zwischenzeitlich aufhalten, im Dezember 2016 entschied jedoch der Oberste Gerichtshof, dass die Präfektur Okinawa rechtlich nicht dazu befugt sei, den Bau zu verbieten. Onaga verstarb im August 2018 an Bauchspeicheldrüsenkrebs, sodass die Gouverneurswahl in Okinawa 2018 um zwei Monate in den September vorverlegt wurde. Auch bei dieser Wahl gewann der Stützpunktgegner Denny Tamaki gegen den LDP-Kandidaten und ehemaligen Bürgermeister von Ginowan, Atsushi Sakima.
Tamaki hatte im Wahlkampf versprochen, im Falle seines Sieges eine präfekturweite Volksbefragung bezüglich der Stützpunkt-Verlegung anzusetzen, um die Stimmungslage der Bewohner zu manifestieren. Im Oktober 2018 verabschiedete das Präfekturparlament Okinawa ein Gesetz, das eine solche Volksbefragung ermöglichen sollte, woraufhin neun konservativ regierte Gemeinden (Okinawa-Stadt, Ginowan, Uruma, Miyakojima, Ishigaki, Itoman, Yonaguni, Motobu und Kin) ihre Teilnahme mit der Begründung, das Thema sei für eine Beantwortung mit „Einverstanden“ oder „Nicht einverstanden“ zu komplex, absagten. Als Kompromiss einigten sich die Gemeinden mit der Präfekturregierung im Januar 2019 auf die dritte Wahlmöglichkeit „keines von beiden“. Die amtliche Bekanntmachung (kōji), mit der der gesetzliche Wahlkampf und die vorzeitige Wahl beginnen, erfolgte damit am 14. Februar 2019. Wahltag war der 24. Februar; lediglich in Taketomi fand die Wahl aufgrund mehrerer  abgelegener Inseln bereits am 23. Februar statt.

## Positionen
Die von der Liberaldemokratischen Partei gestellte Zentralregierung sieht die Verlegung nach Henoko als „einzige Lösung“ für die Schließung des Flugplatzes Futenma. Die US-amerikanische Regierung lehnt eine Verlegung in eine andere Präfektur aufgrund der geopolitisch bedeutenden Lage Okinawas ab. Außer der LDP befürworten auf nationaler Ebene die Nippon Ishin no Kai und die Partei der Hoffnung den Bau; der LDP-Koalitionspartner Kōmeitō nimmt eine neutrale Stellung ein. Alle anderen im Nationalparlament vertretenen Oppositionsparteien (Konstitutionell-Demokratische Partei, Demokratische Volkspartei, Kommunistische Partei, Liberale Partei, Sozialdemokratische Partei und Sozialistische Massenpartei Okinawa) sind gegen den neuen Stützpunkt und bilden die von Takeshi Onaga und nun von Denny Tamaki geführte ausgerufene „All-Okinawa“-Bewegung.

## Ergebnis
Die Wahlbeteiligung lag bei 52,48 % und damit unter dem Wert von der Volksbefragung von 1996 (59,53 %). 37,65 % aller Stimmberechtigten und somit mehr als für die Gültigkeit des Ergebnisses notwendigen 25 % stimmten gegen den neuen US-Stützpunkt. Das Ergebnis lautete wie folgt:
| Mit der vom Staat geplanten Landgewinnung zum Bau eines als Ersatz für den Militärflugplatz Futenma geplanten US-amerikanischen Luftwaffenstützpunktes im Ortsteil Henoko der Stadt Nago bin ich... | Stimmen   | %     |
| --- | --------- | ----- |
| Einverstanden | 114.933   | 19,10 |
| Nicht einverstanden | 434.273   | 72,15 |
| Keines von beiden | 52.682    | 8,75  |
| Gültige Stimmen | 601.888   | 99,42 |
| Ungültige Stimmen | 3.497     | 0,58  |
| Abgegebene Stimmen | 605.385   | 52,48 |
| Stimmberechtigte | 1.153.591 | 100   |

## Reaktionen
Gouverneur Tamaki interpretierte das Ergebnis als eindeutiges Zeichen für den Widerstand der Bewohner Okinawas gegen den neuen US-Stützpunkt und forderte abermals den Abbruch der Bauarbeiten. Premierminister Shinzō Abe schloss dies aus und betonte, dass die Verlegung nach Henoko die einzige Lösung sei.